# Балий и Ксант
- За речния бог Скамандър (наричан и Ксант) вижте статията Скамандър

Балий и Ксант (на гръцки: Βαλιος, Χανθος) в древногръцката митология са 2 безсмъртни говорещи коня, деца на Подарга, една от харпиите  от Зевс (или от Зефир - бог на западния вятър).
Посейдон ги подарява на  Пелей и Тетида, по случай сватбата им.
По време на Троянската война тези животни са впрегнати в колесницата на сина на Пелей – Ахил. С нея, докато Ахил се сърди на Агамемнон за отнемането от него на наложницата му Бризеида и сам отказва да участва в сраженията, в битка с Хектор се отправя Патрокъл, но е победен убит от троянеца. Ахил упреква конете, че са допуснали смъртта на приятеля му, но Ксант му отговаря, че боговете са убили Патрокъл и скоро ще убият и него - Ахил (впоследствие той е застрелян от Парис в петата си).